# Liste der Brücken im Wörlitzer Park
Die Liste der Brücken im Wörlitzer Park enthält Brücken des Wörlitzer Parks im Dessau-Wörlitzer Gartenreich.

## Brücken
| Nr. | Name                                                                       | Koordinaten | Bemerkungen | Bild |
| --- | -------------------------------------------------------------------------- | ----------- | --- | ---- |
| 1   | Kettenbrücke                                                               | Lage        | Die Idee zum Bau der Kettenbrücke hatte der Fürst von einer Reise durch die Schweiz mitgebracht und als technisches Denkmal im Park errichten lassen. |      |
| 2   | Hohe Brücke                                                                | Lage        | Die Brücke quert denselben Kanal wie die Kettenbrücke, Luftlinie ca. 140 m entfernt, an der Einmündung in das Kleine Walloch. Diese Brücke hat ihren Ursprung in Ostasien. |      |
| 3   | Agnesbrücke                                                                | Lage        | Die Brücke quert den Kanal zwischen Kleinem Walloch und Wörlitzer See unweit der Goldenen Graburne. |      |
| 4   | Neue Brücke                                                                | Lage        | Die Brücke quert den Kanal zwischen Kleinem Walloch und Wörlitzer See an der Einmündung in den Wörlitzer See. |      |
| 5   | Schwimmbrücke am Sonnenkanal                                               | Lage        | Die Schwimmende Brücke ist eine Ponton-Brücke über den Sonnenkanal zwischen Neuer Brücke und Amtsfähre. Über einige Jahre war die Brücke fest installiert. Zumindest von September 2024 bis Anfang November 2024 war wieder die originale Schwimmbrücke im Einsatz, seit November 2024 wieder festliegende Brücke. |      |
| 6   | Sonnenbrücke                                                               | Lage        | Diese Brücke soll auf die Sonnenverehrung der Inkas und Azteken hinweisen. Sie ist in einem Bogen über den Kanal gespannt. Das Geländer bestand einst aus vergoldeten Stangen, die die Sonnenstrahlen symbolisierten und die eine Hälfte unseres Gestirns darstellten. Die sich im Wasser spiegelnde Brücke vollendete den Kreis. |      |
| 7   | Gusseiserne Brücke                                                         | Lage        | Auf ihren Reisen durch England sahen der Fürst und Erdmannsdorf in der Nähe von London eine eiserne Brücke. Die Iron Bridge ist die erste gusseiserne Bogenbrücke der Welt. Sie überspannt seit 1779 den Severn bei dem nach der Brücke genannten Ort Ironbridge südlich von Coalbrookdale in Shropshire, England. Dieses technische Wunderwerk durfte auch in Wörlitz nicht fehlen. Darum ließ der Fürst die Brücke maßstabsgerecht verkleinert, als zweite Gusseiserne Brücke Europas in seinem Park aufbauen. Durch die maßstabsgetreue Umsetzung ist das Geländer nur ca. 30 cm hoch. |      |
| 8   | Klappbrücke [Niederländische Brücke]                                       | Lage        | Die Brücke nach niederländischem Vorbild ist eine aufklappbare Brücke die über den Schwanenteich nahe beim Schloss führt. |      |
| 9   | Friederikenbrücke                                                          | Lage        | Straßenbrücke zwischen dem Gasthof „Zum Eichenkranz“ und dem Südseepavillon/Eisenhart. |      |
| 10  | Wolfsbrücke                                                                | Lage        | Brücke über den Wolfskanal an der Einmündung in den Wörlitzer See. |      |
| 11  | Hornzackenbrücke                                                           | Lage        | Die Brücke über den Wolfkanal als Verbindung zwischen Gotischem Haus und Nutzgebäuden, wie Palmenhaus, Gärtnerei und Kuhstall. Direkter Weg vom Gotischen Haus zur Kettenbrücke. |      |
| 12  | Chinesische oder Weiße Brücke                                              | Lage        | Die Brücke führt über den Wolfskanal an der Einmündung in das Kleine Walloch. Diese Brücke hat ihren Ursprung in Ostasien. |      |
| 13  | Schwimmbrücken I & II alternativ zur Kettenbrücke                          | Lage        | So es denn Menschen gibt, die sich nicht auf zwei Füßen über die Kettenbrücke getrauen, können diese einen Weg parallel über zwei Schwimmbrücken nehmen und erreichen so ebenfalls trockenen Fußes ihr Ziel. |      |
| 14  | Brücke am Weidenheger [nahe Amtsfähre und Wurzelhütte] auch Jungfernbrücke | Lage        | In Wörlitz erzählt man sich, dass, wenn eine Jungfrau die Brücke überquert, ein Glöckchen läutet. |      |
| 15  | Brücke am Roten Wallwachhaus                                               | Lage        | Die Brücke quert den Zufluss aus dem Hoppgraben zum Großen Walloch zwischen Rotem Wallwachhaus und Italienischem Bauernhaus, nahe der Amaliengrotte. Sie wird seitlich von jeweils einem halben Eichenstamm abgeschlossen. |      |
| 16  | Wirtschaftsbrücke                                                          | Lage        | Aktuelle Alternative zur Gusseisernen Brücke, um schweres Ackergerät auf die Stein- oder Japanbreite zu befördern. |      |
| 17  | Eisenhart                                                                  | Lage        | Keine Brücke im eigentlichen Sinne, jedoch Übergang über den Kanal am Südseepavillon/Eisenhart. |      |
| 18  | Straßenbrücke an der Rousseau-Insel                                        | Lage        | Straßenbrücke |      |